# Боевая рубка
Боевая рубка — специальное помещение на корабле, оборудованное средствами управления корабля и предназначенное для размещения его главного командного пункта.

## История
Впервые боевые рубки стали предусматриваться на кораблях при их проектировании и строительстве в конце XIX века.
На начало XX столетия боевая рубка — это хорошо защищённое помещение, в котором находился во время боя командир корабля и весь необходимый для управления судном и его вооружением личный состав. Боевая рубка делалась на высоте мостика, чтобы иметь необходимый кругозор. В боевой рубке устанавливают приборы, служащие для передачи во время боя приказаний командира по всем механизмам, орудиям и приспособлениям. На военных судах, имеющих боевую рубку, также имелся боевой центральный пост — каюта, служащая запасным постом для управления судном в случае невозможности управляться из боевой рубки.
Во время боя командир корабля находится в боевой рубке и оттуда управляет кораблём. Помимо командира в боевой рубке находится личный состав, необходимый для обслуживания технических средств управления кораблём.
На надводных кораблях боевая рубка, как правило, размещается в носовой надстройке для обеспечения командиру необходимого обзора; часто она имеет конструктивную защиту в виде бронирования. На подводных кораблях (подводных лодках) она представляет собой специальную конструкцию в средней части прочного корпуса; эта конструкция соединяет ходовой мостик с центральным постом.
На кораблях третьего и четвёртого поколения[прояснить] главный командный пункт в целях лучшей защиты обычно располагается в специальном помещении корпуса корабля ниже ватерлинии, поэтому боевая рубка в прежнем понимании утратила своё значение и сохраняется только на кораблях, построенных до 1960-х годов.

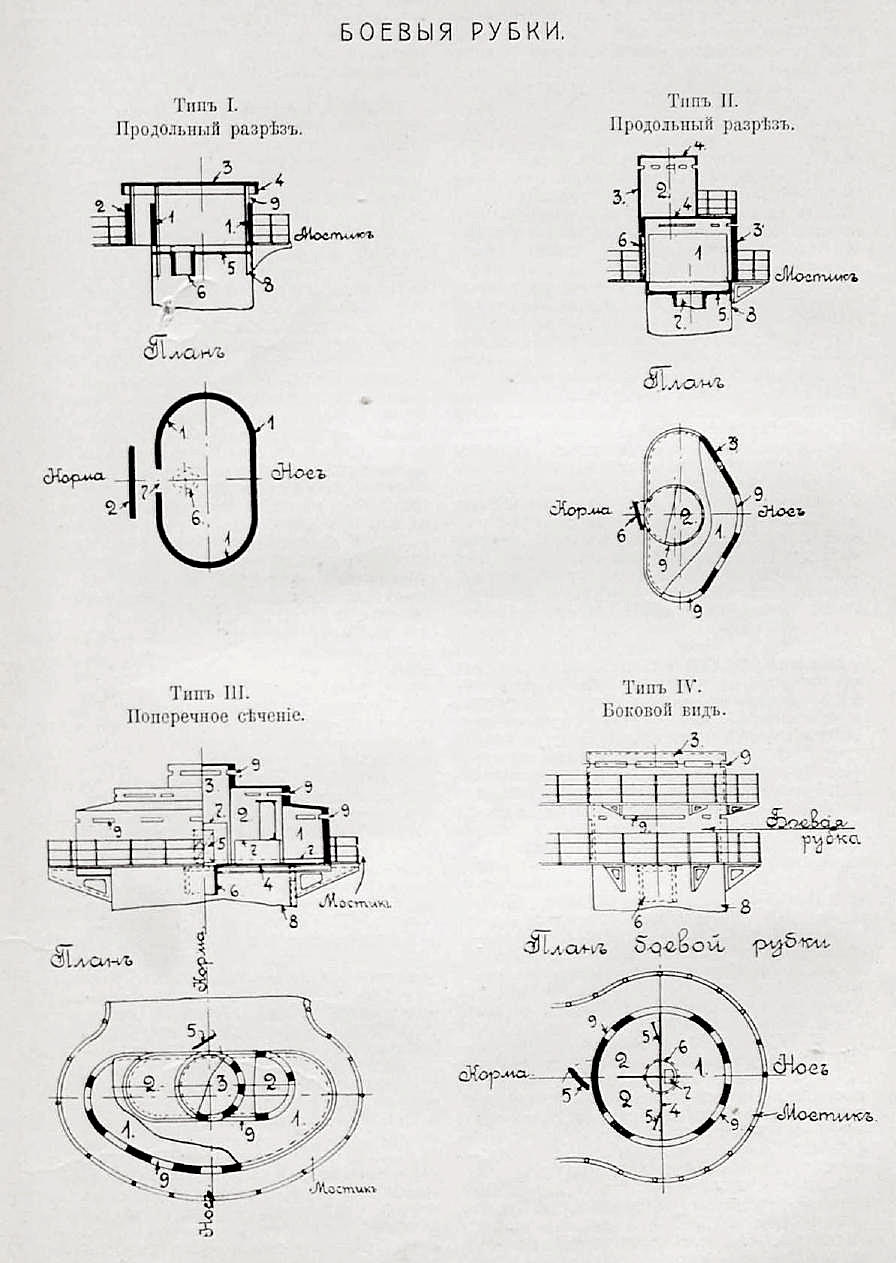
Данное изображение было использовано в статье «Боевая рубка» опубликованной в четвёртом томе «Военной энциклопедии», который был издан книгоиздательским товариществом Ивана Дмитриевича Сытина в 1911 году в столице Российской империи городе Санкт-Петербург.
Продольное сечение бронированной боевой рубки германского линейного крейсера «Дерфлингер» периода Первой мировой войны.